# Мургаши (Долж)
Мургаши (рум. Murgași) насеље је у Румунији у округу Долж у општини Мургаши. Oпштина се налази на надморској висини од 178 m.

## Становништво
Према подацима из 2011. године у насељу је живело 659 становника.